# Нове Хехло
Нове Хехло (пол. Nowe Chechło) — село в Польщі, у гміні Сьверклянець Тарноґурського повіту Сілезького воєводства.
Населення — 1572 особи (2011).
У 1975-1998 роках село належало до Катовицького воєводства.

## Демографія
Демографічна структура станом на 31 березня 2011 року:
|          | Загалом | Допрацездатний вік | Працездатний вік | Постпрацездатний вік |
| -------- | ------- | ------------------ | ---------------- | -------------------- |
| Чоловіки | 767     | 183                | 516              | 68                   |
| Жінки    | 805     | 172                | 485              | 148                  |
| Разом    | 1572    | 355                | 1001             | 216                  |